# 이누즈카역
이누즈카역(일본어: 犬塚駅)은 일본 후쿠오카현 구루메시에 위치한 서일본 철도 덴진오무타 선의 역이다. 역 번호는 T34이다. 구루메 시에서 가장 남서쪽에 위치한 역으로, 구루메 시의 옛 조지마 정 방면과 지쿠고시, 야메시 방면으로의 이용도 편리하다. 2015년 8월 1일부터는 기존의 동,서쪽 출입구가 개설되었다. 역전에는 택시 회사나 지붕형 무료 주차장 차 승강장 및 로터리 버스 정류장(마을 버스)이 있다.

## 역사
- 1937년 10월 1일: 영업 개시.
- 1966년: 역사 개축.
- 2008년 5월 18일: IC카드 nimoca 사용 개시.
- 2015년 8월 1일: 서쪽 출입구 개설, 서쪽 출입구는 자동 개찰기 2대와 매표기 1대가 설치되어 동쪽 출입구에서 원격 조작 실시.
- 2017년 2월 1일: 역 번호 도입.

## 역 구조
상대식 승강장 2면 2선의 지상역으로, 복선화되기 전까지는 섬식 승강장 1면 2선의 구조였다. 또한, 후쿠오카 방면 쪽은 보수 차량용의 인입선이 있다. 유인역이다.

### 승강장
| 1 | ■ 덴진오무타 선 | 하행 | 야나가와・오무타 방면                            |
| 2 | ■ 덴진오무타 선 | 상행 | 쿠루메・후쓰카이치・니시테쓰 후쿠오카(덴진) 방면 |

## 이용 현황
| 연도 | 1일 평균 승차 인원 | 1일 평균 승하차 인원 |
| ---- | ------------------ | -------------------- |
| 2007 | 636                | 1,263                |
| 2008 | 590                | 1,184                |
| 2009 | 540                | 1,082                |
| 2010 | 529                | 1,066                |
| 2011 | 511                | 1,031                |
| 2012 |                    | 953                  |
| 2013 |                    | 961                  |
| 2014 |                    | 964                  |
| 2015 |                    | 982                  |

## 역 주변
- 구루메 시립 미즈마 도서관
- 이누즈카 변전소
- 미즈마 종합 체육관

## 인접역
| 서일본 철도 ■ 덴진오무타 선             | 서일본 철도 ■ 덴진오무타 선 | 서일본 철도 ■ 덴진오무타 선 |
| --------------------------------------- | --------------------------- | --------------------------- |
| T33 미즈마 니시테쓰 후쿠오카(덴진) 방면 | ■ 보통                      | 오미조 T35 오무타 방면      |